# Paxman
Paxman è un'impresa britannica di costruzione di motori diesel fondata nel 1865.

## Storia

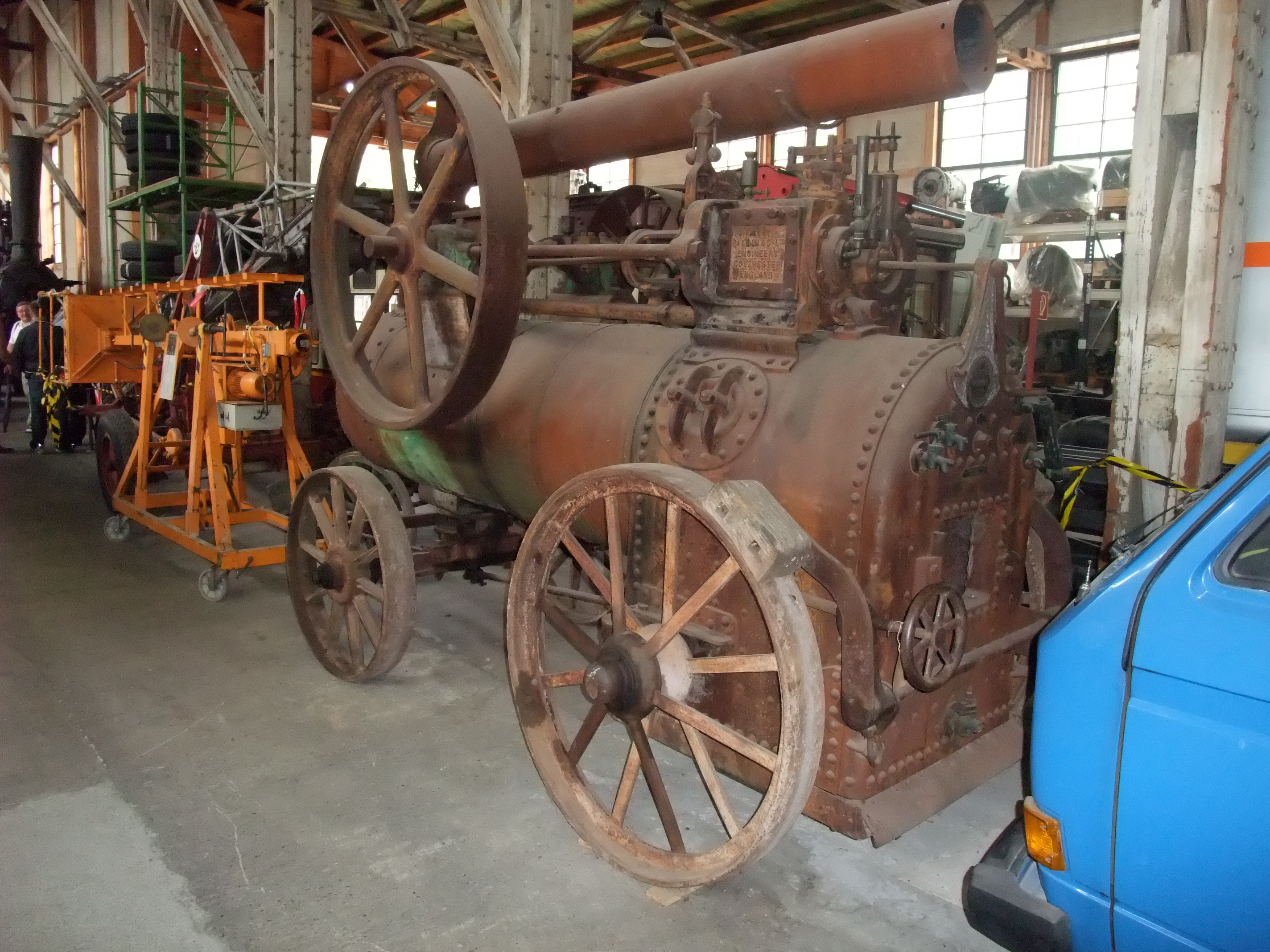
Locomobile al deposito Monumentenhalle nel Deutsches Technikmuseum Berlin

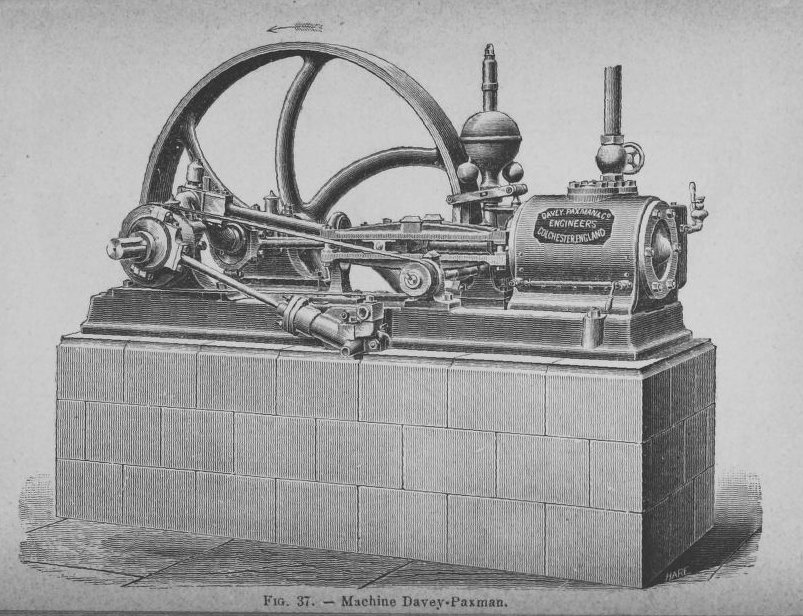
Motore Davey-Paxman di fine '800

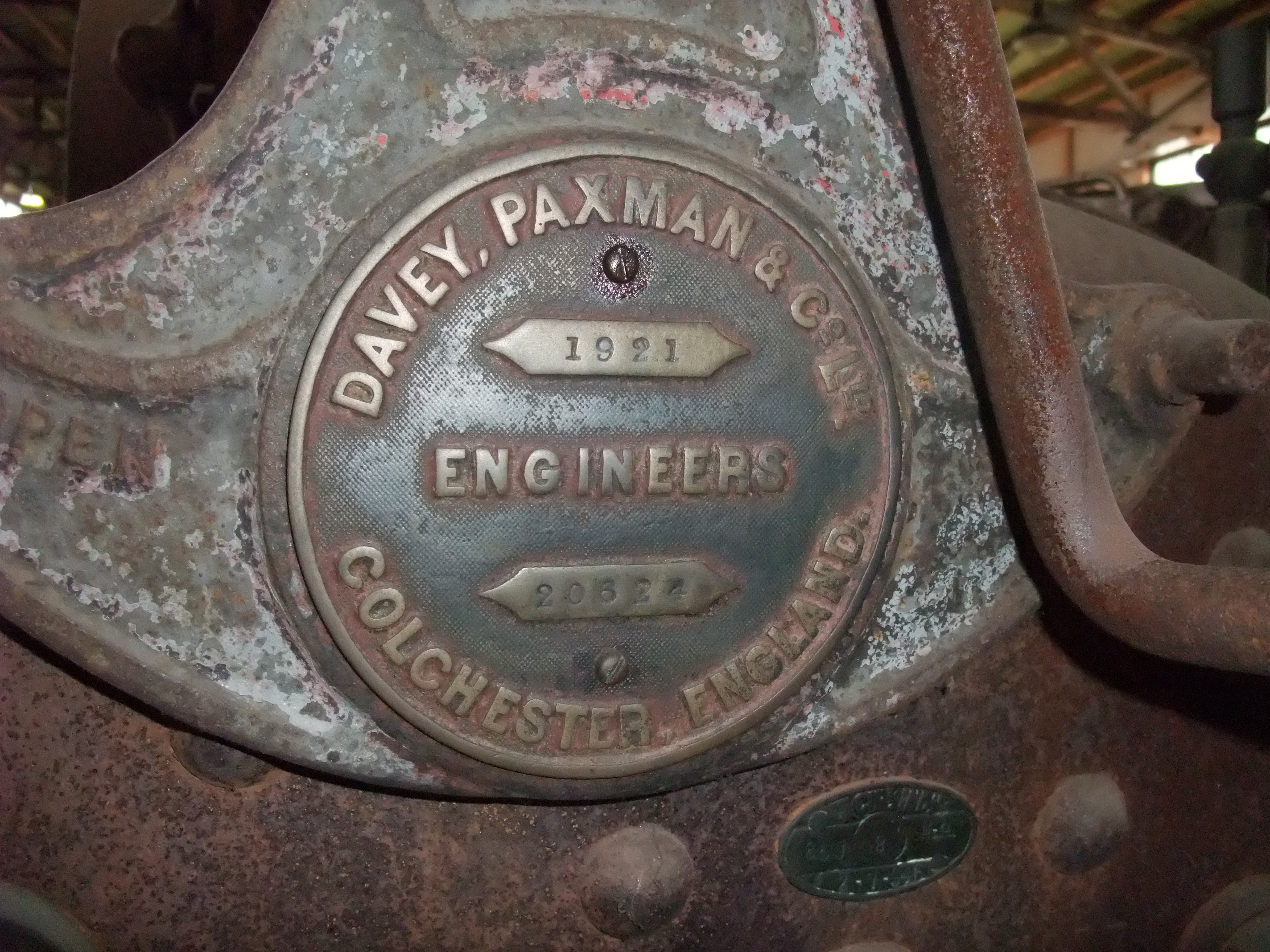
Dettaglio della targhetta del costruttore del motore del 1921 sulla fornace della locomobile

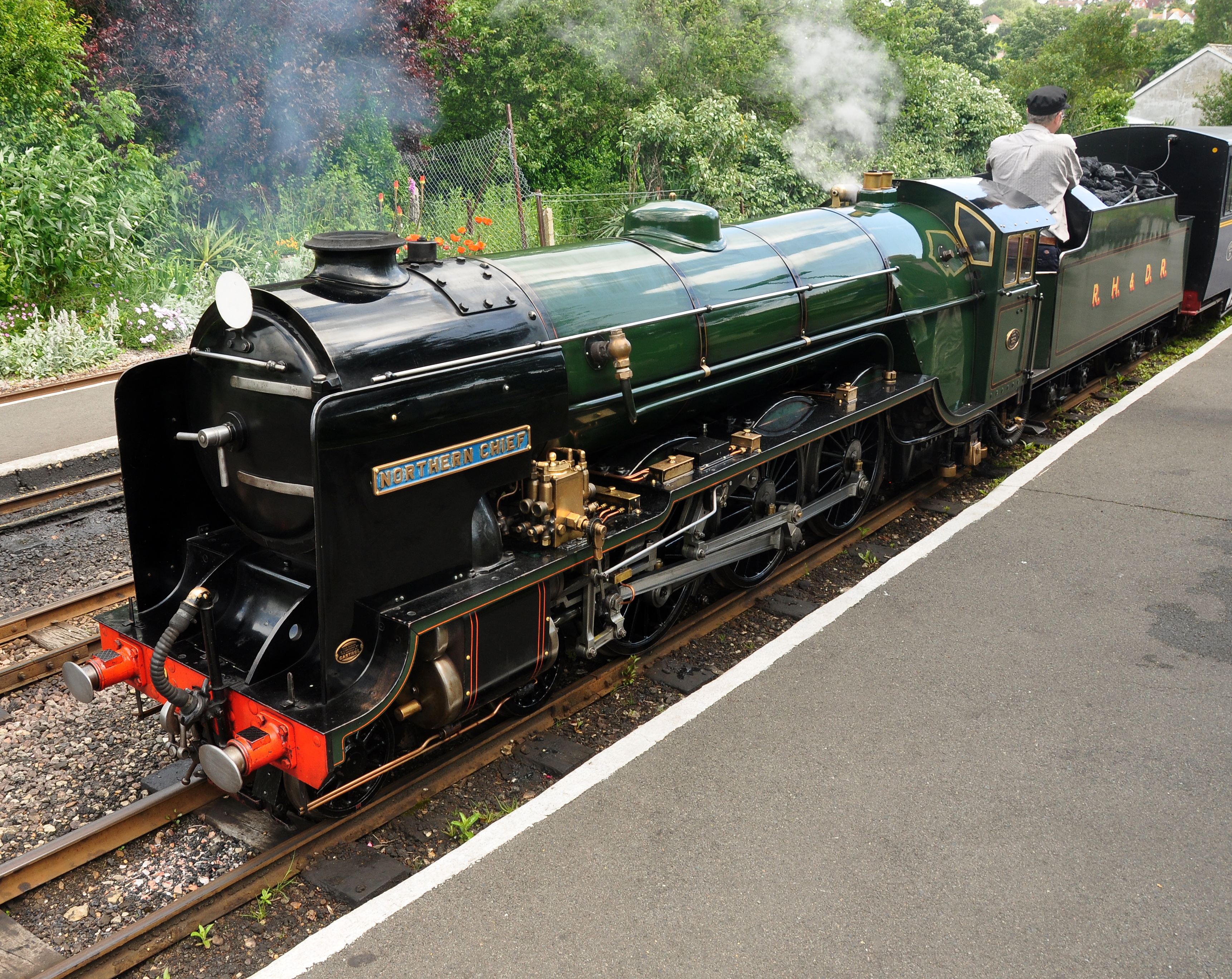
Northern Chief della Romney, Hythe and Dymchurch Railway del 1925

### Davey Paxman
Paxman venne fondata da James Noah Paxman, Henry e Charles Davey come Davey, Paxman & Davey, Engineers nel 1865, successivamente Davey, Paxman & Co., e divenne una società limited company nel 1898. Nel 1920 la società divenne membro della Agricultural & General Engineers Ltd (AGE). Nel 1932 AGE cessò di esistere e Paxman rinacque come Davey Paxman & Co (Colchester) Ltd.

### Ruston-Paxman
Nel 1940 l'azienda venne rilevata dalla Ruston & Hornsby Ltd, formando il gruppo Ruston-Paxman.

### English Electric e GEC
Nel 1966 il gruppo Ruston-Paxman venne acquisito dalla English Electric che nel 1968 venne a sua volta acquisita dalla GEC, con la divisioni motori che nel 1972 rinominata GEC Diesels Limited. Nel 1975 una riorganizzazione aziendale vide la creazione della Paxman Diesels Limited.

### Alsthom
Nel 1988 la divisione Power Systems di GEC, costituita da Paxman, Ruston e Mirrlees Blackstone, imprese di costruzioni di motori diesel, venne unita con la Alsthom, una controllata dalla Compagnie générale d'électricité, formando la GEC-Alsthom. Paxman divenne GEC ALSTHOM Paxman Diesels Ltd.

### MAN B&W Diesel
Nel 2000 Alstom Engines Ltd. venne acquisita da MAN B&W Diesel AG del gruppo MAN SE.
Nel 2001 la produzione è stata spostata dagli storici stabilimenti di Colchester a Stockport, mentre nello stabilimento di Colchester erano rimasti il servizio tecnico e l'assistenza post-vendita, fino alla riapertura avvenuta nel 2003 della produzione.